# Myiobius sulphureipygius
La moscareta culiamarilla (Myiobius sulphureipygius), conocida también como atrapamoscas de rabadilla amarilla, mosquero rabadilla amarilla, mosquerito lomiamarillo o mosquitero rabiamarillo, es una especie de ave paseriforme de la familia de los  tiránidos (Tyrannidae) endémica de América. 

## Distribución y hábitat
Es originaria de Belice, Colombia, Costa Rica, Ecuador, Guatemala, Honduras, México, Nicaragua y Panamá. Su hábitat natural son los bosques húmedos de tierras bajas.